# Der Tag, an dem die Welt unterging (Film)
Der Tag, an dem die Welt unterging (Originaltitel: When Time Ran Out …) ist ein US-amerikanischer Katastrophenfilm aus dem Jahr 1980. Regie führte James Goldstone. Carl Foreman und Stirling Silliphant schrieben das Drehbuch anhand des Romans Die Feuerwolke (Originaltitel: The Day Their World Ended) von Gordon Thomas und Max Morgan Witts.

## Handlung
Hank Andersson und Bob Spangler bewirtschaften ein Ölfeld auf einer Vulkaninsel im Pazifik. Bei einer der Bohrungen stoßen Anderson und seine Arbeiter neben Öl auch auf einen hohen Gasdruck, den die Bohranlage nur knapp bewältigen kann.
Zur gleichen Zeit erreichen Shelby Gilmore und seine Assistentin, Kay Kirby, die Insel. Gilmore betreibt gemeinsam mit Spangler eine neu eröffnete Hotelanlage, in der unter anderem Nikki, Ehefrau von Spangler und Nichte von Gilmore, sowie Brian und Iolani arbeiten. Spangler und Iolani führen eine heimliche Affäre miteinander. Zu den Hotelgästen gehören das Seiltänzerpaar Rene und Rose Valdez, der der Wirtschaftskriminalität verdächtige Francis Fendly und der NYPD-Ermittler Thomas Conti, der Fendly überwacht. Auf der anderen Seite der Insel betreiben Sam und Mona in einem kleinen Dorf eine Bar, die bei den Einheimischen und den Arbeitern beliebt ist.
Anderson berichtet Spangler, dass das Ölfeld erfolgreich angebohrt wurde, äußert allerdings auch seine Bedenken wegen des hohen Gasdrucks. Spangler ignoriert diese Bedenken und erfreut sich stattdessen an dem zu erwartenden Profit. Auch die Warnungen von John Webster, einem Vulkanologen, der in einem Observatorium am Rande des Kraters tätig ist, nimmt er nicht ernst. Spangler erklärt sich jedoch bereit, gemeinsam mit Anderson und Webster mit einer dem Observatorium zugehörigen Gondel in den Krater des Vulkans zu fahren. Die Fahrt endet beinahe tödlich, als die Gondel von einer Explosion getroffen wird und fast in den Lavasee stürzt. Weil auch sämtliche gesammelten Daten des Observatoriums dafür sprechen, dass eine Eruption unmittelbar bevorsteht, will Anderson das Ölfeld evakuieren, stößt dabei aber auf den Widerstand seiner Arbeiter, die trotz der Gefahr auf dem Ölfeld und der Insel bleiben wollen. Schließlich stimmt Anderson zu.
Kurz darauf bricht der Vulkan aus. Das Observatorium stürzt in den Krater, wobei alle Wissenschaftler sterben. Gleichzeitig trifft ein Tsunami auf das kleine Dorf und tötet alle Anwesenden mit der Ausnahme von Sam, Mona und zwei Bekannten, Dolores und Marsha, die rechtzeitig mit dem Auto fliehen können. Einzig die Hotelanlage bleibt zunächst von dem Vulkanausbruch verschont. Anderson und Kirby, die vom Ausbruch am Strand überrascht werden, gelingt es noch, Nikki, einen Einheimischen und dessen zwei Kinder per Helikopter von einem Pferdehof zu retten und zur Hotelanlage zu fliegen. Dort erklärt er Spangler und den Gästen, die Lava würde das Hotel erreichen, bevor die benachrichtigten Rettungskräfte von den Nachbarinseln einträfen. Es entsteht ein Tumult unter den Hotelgästen, von denen sich einige Andersons Helikopter bemächtigen und versuchen, damit von der Insel zu fliehen, jedoch bei einem Absturz nur wenige Sekunden nach dem Start ums Leben kommen. Unterdessen schlagen Lavabomben im Hotel ein und verletzen einige der Gäste schwer. Conti erleidet Verbrennungen an den Augen.
Anderson meint, es wäre ratsamer, eine andere, höher gelegene Stelle der Insel aufzusuchen und dort auf die Rettung zu warten, woraufhin Spangler widerspricht und erklärt, die Hotelanlage wäre der sicherste Ort auf der Insel. Anderson verlässt daraufhin die Hotelanlage nur mit einer kleinen Gruppe, zu der Gilmore, Kirby, Brian, das Ehepaar Valdez, Fendly, Conti, Mona, Sam, Dolores, Marsha und der Einheimische mit seinen zwei Kindern gehören. Spangler, Nikki, Iolani und der Großteil der Gäste verharren in der Hotelanlage. Nikki, die einzig aufgrund ihres Ehemannes dort verblieb, entdeckt wenig später die Affäre zwischen ihm und Iolani.
Die Gruppe um Anderson muss währenddessen nach wenigen Kilometern Autofahrt ihre Flucht zu Fuß fortsetzen, da die Straße nach dem Ausbruch unpassierbar ist. Bei der Durchquerung einer Schlucht auf einem schmalen Felsvorsprung stürzt der Einheimische in den Tod. Kurz darauf erreicht die Gruppe eine weitere Schlucht, über deren Grund ein Lavastrom fließt. Die einzige Möglichkeit, die Schlucht zu überqueren, ist eine alte Holzbrücke. Rose Valdez verkraftet die Anstrengungen nicht und stirbt an einem Herzinfarkt.
Anderson prüft zunächst die Brücke auf ihre Tragfähigkeit, danach beginnen die anderen die Brücke paarweise zu überqueren. Nachdem in dem darunter fließenden Lavastrom immer wieder Gasblasen explodieren und die Brücke treffen, kollabiert diese allmählich. Sam und Marsha stürzen von der Brücke in den Lavastrom. Anderson und Rene Valdez, die jeweils eines der Kinder auf dem Rücken tragen, können den Lavastrom nur mit einem mühevollen Balanceakt über die noch intakten Streben der Brücke überqueren.
Die Gruppe erreicht eine Höhle und verbringt in dieser die Nacht. In der Ferne sehen Anderson und Kirby, wie das Hotel von weiteren Lavabomben getroffen und zerstört wird. Spangler, Nikki, Iolani und die zurückgebliebenen Gäste kommen dabei ums Leben.
Am nächsten Morgen klettert die Gruppe zu einer Bucht hinab, von wo aus die Rettung erfolgt.

## Hintergrund
- Der 20 Millionen US-Dollar teure Film war Irwin Allens letzter Versuch, an seine beiden alten Kassenschlager Poseidon Inferno und Flammendes Inferno anzuknüpfen, was ihm jedoch nicht gelang: Der Tag, an dem die Welt unterging erhielt größtenteils negative Kritiken und fiel auch beim Publikum durch.

- Wie in seinen vorherigen Filmen verpflichtete Irwin Allen auch für Der Tag, an dem die Welt unterging ein beachtliches Staraufgebot (unter anderem Paul Newman, Jacqueline Bisset, William Holden, Red Buttons und James Franciscus).
- Der Film wurde auf Hawaii und in den Warner Brothers Burbank Studios in Burbank (Kalifornien) gedreht.[2]

## Ehrungen
Der Film erhielt eine Oscarnominierung in der Kategorie Bestes Kostümdesign.

## Kritiken
Das Lexikon des internationalen Films schrieb, der Film sei ein „Katastrophenfilm, der ein altes Thema“ variiere, „ohne wesentlich Neues zu bieten“. Er biete „durchschnittliche Unterhaltung im althergebrachten Hollywood-Stil“.
Die Kinozeitschrift Cinema urteilte: „Gekünstelte Trümmerorgie mit Staraufgebot“.
Paul Newman erklärte später in einem Interview, dieser Film, den er abschätzig als „that volcano movie“ („der Vulkanflilm“) bezeichnete, sei der einzige, den er ausschließlich aufgrund der Gage gedreht habe. Er erklärte zudem, dass nahezu die gesamte Besetzung ahnte, dass der Film ein Flop würde.